# Cabot (wieś)
Cabot – wieś w Stanach Zjednoczonych, w stanie Vermont, w hrabstwie Washington.